# Донцы (Рязанская область)
Донцы — деревня в Михайловском районе Рязанской области России.

## История
| Год  | Население |
| ---- | --------- |
| 1929 | 388       |
| 2007 | 2         |

Известно с XVII века.
До 1924 года деревня входила в состав Виленской волости Михайловского уезда Рязанской губернии.

## Население
| 2010 |
| ---- |
| 0    |